# 里沃
里沃（法語：Rives，法語發音：[ʁiv]）是法国伊泽尔省的一个市镇，位于该省中西部，属于格勒诺布尔区。

## 地理
里沃（45°21'3"N, 5°30'8"E）面积10.93 平方千米，位于法国奥弗涅-罗讷-阿尔卑斯大区伊泽尔省，该省份为法国东南部内陆省份，北起顺时针与安省、萨瓦省、上阿尔卑斯省、德龙省、阿尔代什省、卢瓦尔省和罗讷省。
与里沃接壤的市镇（或旧市镇、城区）包括：雷欧蒙、阿普里约、科隆布、博克鲁瓦桑、勒纳日、沙尔内克勒。

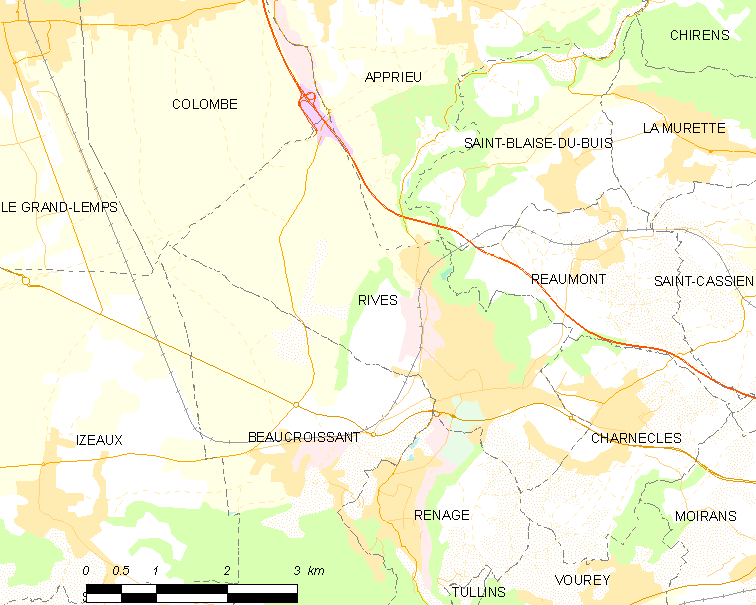
里沃的OSM定位图

里沃的时区为UTC+01:00、UTC+02:00（夏令时）。

## 行政
里沃的邮政编码为38140，INSEE市镇编码为38337。

## 政治
里沃所属的省级选区为蒂兰县。

## 人口

1962-2008年间里沃人口变化图示

里沃于2022年1月1日时的人口数量为6599人。